# Imre Sarkadi
Imre Sarkadi (ur. 13 sierpnia 1921 w Debreczynie, zm. 12 kwietnia 1961 w Budapeszcie) – węgierski prozaik i dramatopisarz.

## Życiorys
Pisał opowiadania o konfliktach społecznych powojennej węgierskiej wsi, m.in. "Barta Mihály szerencséje" ("Szczęście Michała Barty") z 1952, a także mikropowieści "Tchórzostwo" (1962, wyd. pol. 1964) i dramaty na temat kryzysu moralnego i samotności człowieka we współczesnym świecie, m.in. "Szymon Słupnik" (1962, wyd. pol. 1976), "Utracony raj" (1962, wyd. pol. w "Antologii współczesnego dramatu węgierskiego" z 1982), "Kelemen" (1973, wyst. pol. 1979). Zmarł śmiercią samobójczą. W 1956 Zoltán Fábri na podstawie jego powieści nakręcił film Karuzela miłości, a w 1961 film Bestia. W 1962 Károly Makk wyreżyserował filmową adaptację jego dramatu  "Utracony raj".